# آلگود (تنسی)
آلگود(به انگلیسی: Algood) شهری در ایالت تنسی کشور ایالات متحده آمریکا است که جمعیت آن در سرشماری سال ۲۰۱۰ میلادی، ۳٬۴۹۵ نفر بوده‌است.